# Кортленд (Виргиния)
Кортленд (англ. Courtland) — город и административный центр округа Саутгемптон  в штате Виргиния США. По данным переписи 2020 года, численность населения составляла 1295 человек.

## Население
| 2010 | 2020  |
| ---- | ----- |
| 1284 | ↗1295 |